# Amyris ignea
Amyris ignea là một loài thực vật có hoa trong họ Cửu lý hương. Loài này được Steyerm. mô tả khoa học đầu tiên năm 1952.